# Некерована авіаційна ракета

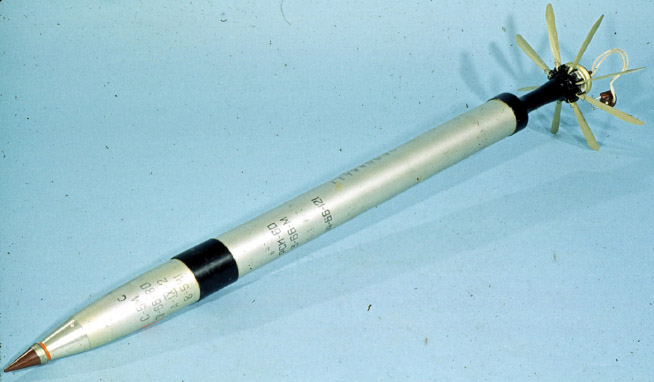
Некерована ракета С-5М

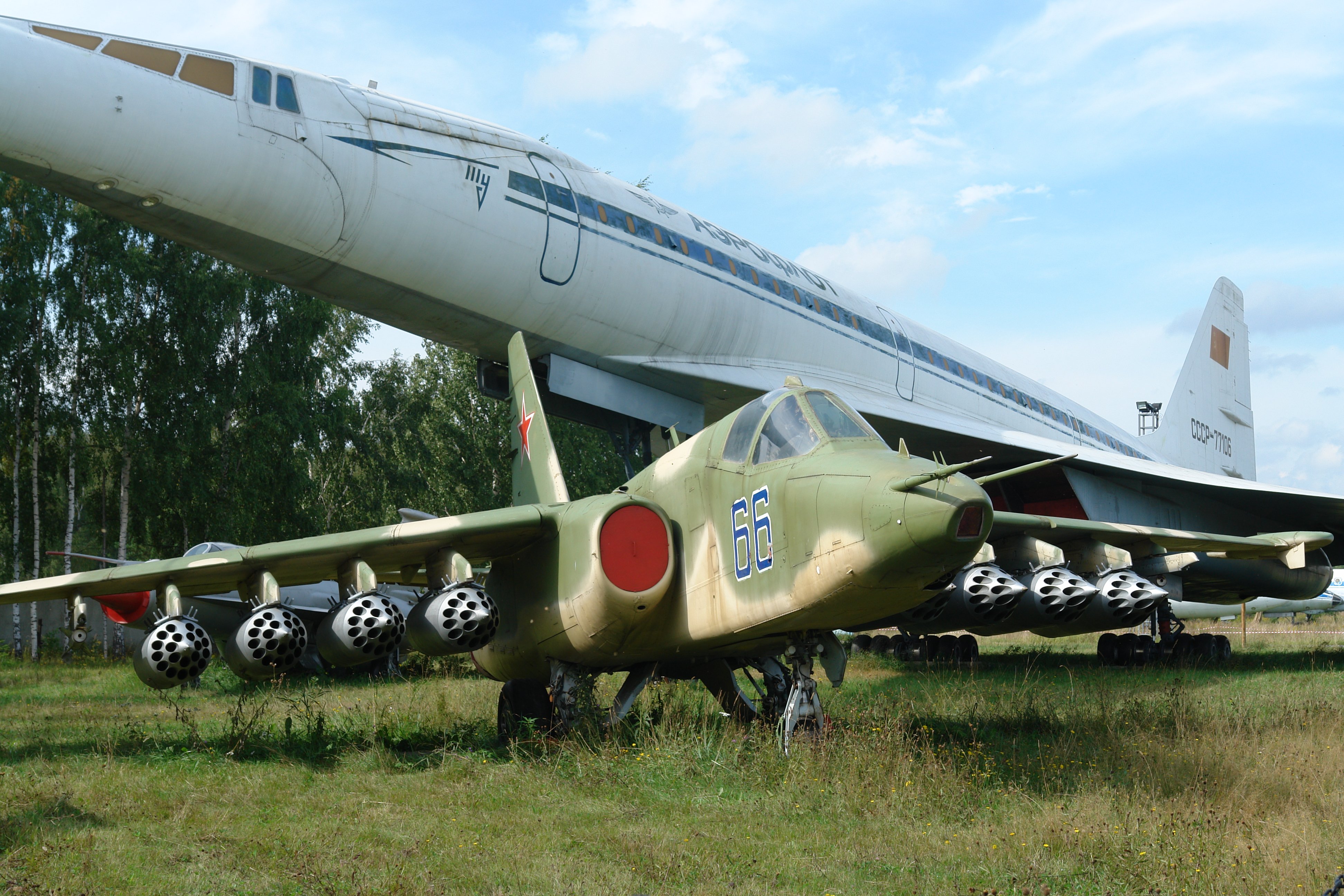
Су-25, добре видно блоки з НАР під крилом.

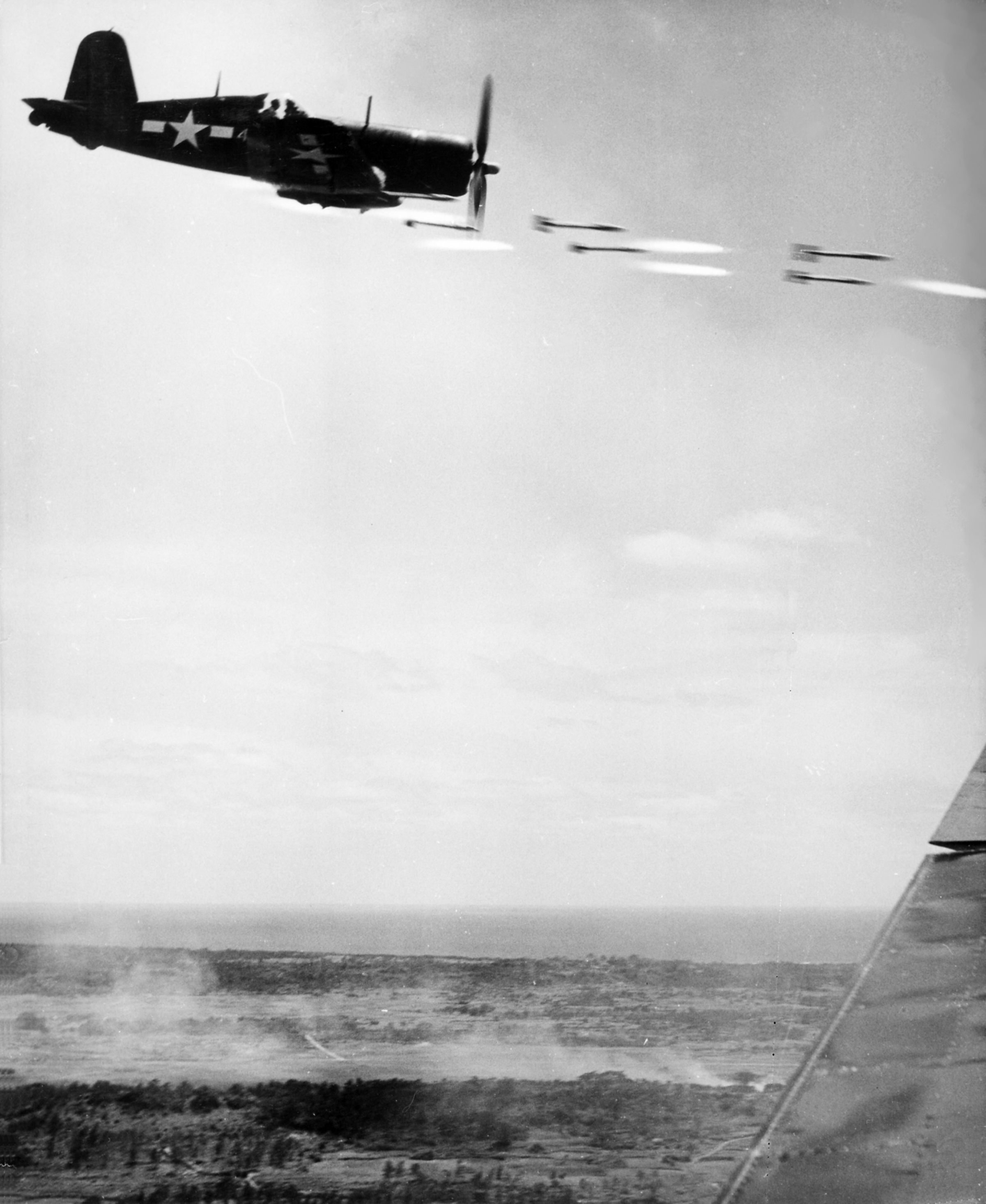
Американський літак веде вогонь ракетами, підтримка військ при битві за Окінаву.

Некерована авіаційна ракета (НАР) — вид авіаційних засобів ураження. Після пуску ракета робить некерований політ. У літературі можна зустріти застаріле позначення авіаційних ракет як НУРС (від рос. НеУправляемый Реактивный Снаряд), однак ця абревіатура має більш широке значення і застосовується як до ракет повітряного базування, так і наземного.
Вперше у світі НАР в бою були застосовані 20 серпня 1939 р.: льотчики ВПС СРСР групи капітана Н. Звонарьова в конфлікті на річці Халхін-Гол випустили РС-82 по японських літаках. Під час Другої світової війни НАР застосовувалися ВПС Німеччини, США і СРСР проти наземних і повітряних цілей. В даний час НАРами озброюються і вертольоти. У порівнянні з гарматним озброєнням НАР мають велику прицільну дальність, але все ж мають занадто велике розсіювання на великих дальностях. Так, наприклад, точність НАР С-8 при пуску на максимальну дальність — близько 3 тисячних від дальності.